# Allison Higson
Allison Higson   (Mississauga, 13 de març de 1973), coneguda de casada com a Allison Cavanaugh, és una nedadora canadenca, ja retirada, especialista en braça, que va competir durant les dècades de 1980 i 1990.
El 1988 va prendre part en els Jocs Olímpics d'Estiu de Seül on va disputar cinc proves del programa de natació. Fent equip amb Lori Melien, Jane Kerr i Andrea Nugent guanyà la medalla de bronze en els 4x100 metres estils. En les altres proves destaquen la quarta posició en els 100 metres braça, la sisena en els 4x100 metres lliures i la setena en els 200 metres esquena. Quatre anys més tard, als Jocs de Barcelona, va disputar tres proves del programa de natació. Destaca la vuitena posició en els 4x100 metres lliures, mentre en les altres dues proves quedà eliminada en sèries.
En el seu palmarès també destaquen una medalla de bronze al Campionat del Món de natació de 1986, una d'or, tres de plata i una de bronze als Campionats de Natació Pan Pacific de 1987 i 1989 i dues medalles d'or i dues de plata als Jocs de la Commonwealth de 1986 i 1990. El 1988 va establir el rècord del món dels 200 metres braça.